# Ginette Garcin
Ginette Garcin (4 de janeiro de 1928 - 10 de junho de 2010) foi um atriz de teatro, cinema e televisão francesa.